# Charta 97

Charter 97 Logo

Die Charta 97 (auch Charta'97, russisch Хартия'97, belarussisch Хартыя'97, englisch Charter'97) war ein Manifest für ein demokratisches Belarus und ist Namensgeber der Menschenrechtsorganisation, die den regierungskritischen News-Blog charter97.org betreibt.

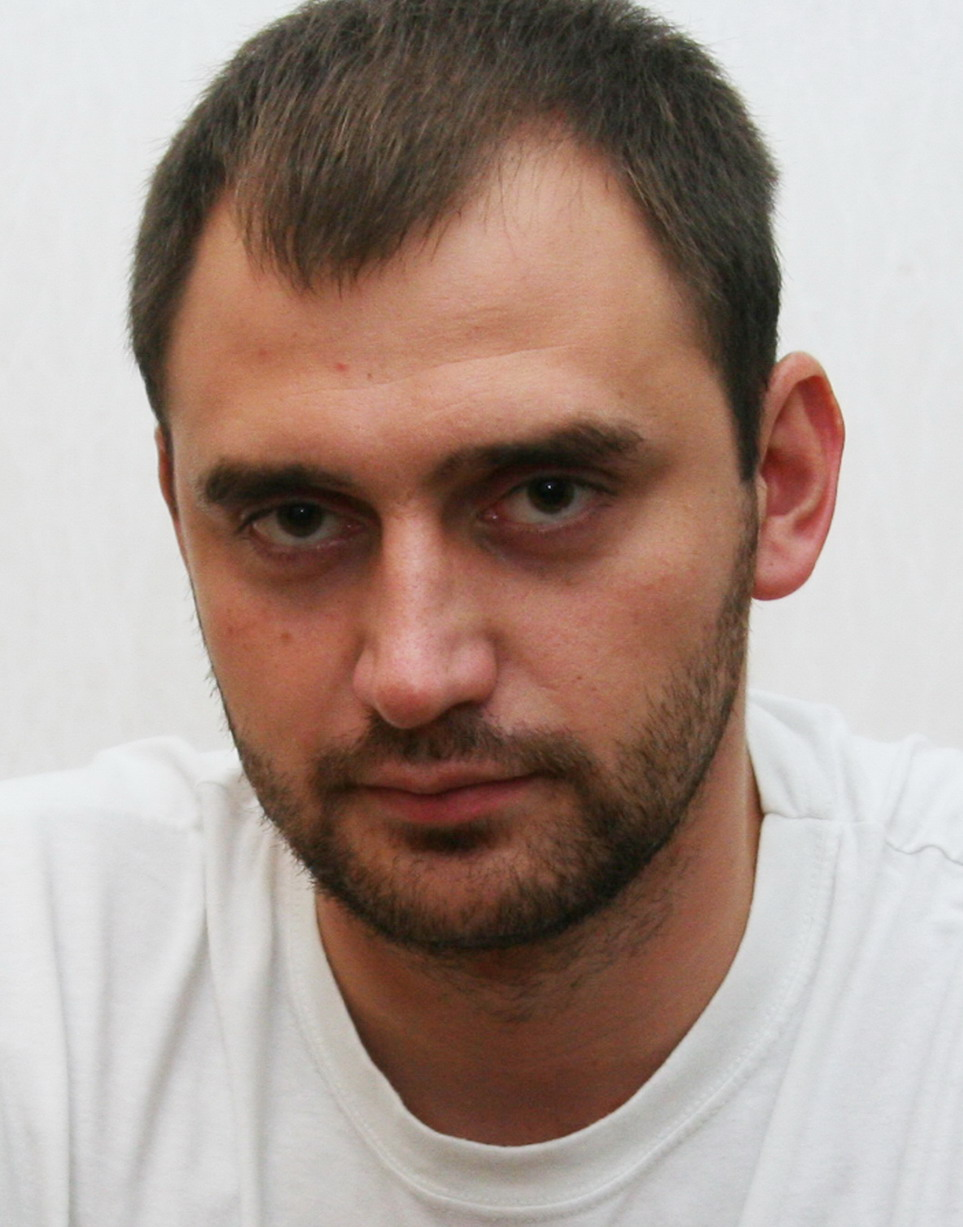
Der langjährige charter97.org-Mitarbeiter Alexander Otroschenkov wurde im März 2011 zu vier Jahren Gefängnis verurteilt.

## Geschichte
Der Name Charta'97 entstand in Anlehnung an die tschechoslowakische Charta 77 zum Jahrestag des umstrittenen Referendums von 1996, mit dem sich Präsident Aljaksandr Lukaschenka die Zustimmung für seinen politischen Restaurationskurs einholte, eine Erweiterung seiner Machtbefugnisse sicherte und den legalen Rahmen für seine autoritäre Herrschaft schuf. Aus Protest gegen die Abstimmung und die anhaltenden Menschenrechtsverletzungen veröffentlichte am 10. November 1997 ein Kreis unabhängiger Journalisten eine Erklärung gegen die Zerstörung der nationalen Eigenständigkeit der Republik Belarus, die seinerzeit von fast allen freien Zeitungen abgedruckt wurde. Die Unterzeichner riefen zum Eintreten für die Prinzipien von Unabhängigkeit, Freiheit und Demokratie, den Schutz der Menschenrechte und zur Unterstützung derjenigen auf, die für die Überwindung von Diktatur und Wiederherstellung der Demokratie in Belarus kämpfen.
Auf Basis der Charta'97 entstand daraufhin ein oppositionelles Bündnis, zu dessen Organisationskomitee zeitweise namhafte Politiker wie Andrej Sannikau oder Aljaksandr Milinkewitsch gehörten. In kurzer Zeit gelang es dem Zusammenschluss, etwa 100 prominente Unterstützer aus dem politischen und kulturellen Leben in Belarus zu gewinnen und eine Unterschriftenkampagne zu initiieren, die landesweit etwa 100.000 Unterschriften für die Erklärung sammelte.
Seit 1998 betreibt das Bündnis die Webseite charter97.org, die Meldungen der ausländischen Presse über Belarus zugänglich macht und über Aktivitäten der Opposition im Land informiert. Die Seite galt lange Zeit als einer der letzten freien Zugänge zu regierungsunabhängigen Informationen. Ihre Redaktionsräume waren in den letzten Jahren wiederholt Ziel von Einbrüchen und Vandalismus, dabei wurde kein einziges der jeweiligen Verbrechen aufgeklärt, so dass vermutet wird, dass der Machtapparat selbst hinter den Vorfällen stecke.
Im September 2010 wurde Aleh Bjabenin, der Gründer der Webseite, tot in seiner Wohnung aufgefunden. Während offizielle Stellen von Selbstmord durch Erhängen sprechen, vermuten Freunde und Weggefährten Bjabenins eine gezielte Tötung durch den KGB und einen Zusammenhang mit der Präsidentschaftswahl am 19. Dezember.
Am 24. Januar 2018 wurde gemäß Beschluss des Informationsministeriums der Republik Belarus der Zugang zur Website charter97.org landesweit gesperrt.
Im August 2022 erkannten die belarussischen Behörden die Charta’97 als extremistische Gruppe an. Anfang 2021–2022 wurden der Telegram-Kanal, das Logo, die Website und die Seiten der Charta in sozialen Netzwerken in die Liste extremistischer Materialien aufgenommen.